# Drescher (Familienname)
Drescher ist ein deutscher Familienname.

## Herkunft und Bedeutung
Erstmals ist der Name für das Jahr 1284 als Trescher belegt. 1398 zum ersten Mal als Drescher. Dreschler (erstbezeugt 1257 als Troschelarius, ebenfalls mittelhochdeutsch, vom Wort drischel – „Dreschflegel“).
Drescher ist ein Berufsname und kommt vom mittelhochdeutschen Wort drescher – „der mit dem Dreschflegel Getreide ausdrischt“.

## Varianten
- Dröscher; Trescher, Tröscher, Dreschler

## Namensträger

### A
- Adolf Drescher (1921–1967), deutscher Pianist
- Andreas H. Drescher (* 1962), deutscher Autor und Medienkünstler
- Anne Drescher (* 1962), deutsche Bürgerrechtlerin
- Arno Drescher (1882–1971), deutscher Maler und Typograf

### B
- Bill Drescher (1921–1968), US-amerikanischer Baseballspieler
- Burkhard Drescher (* 1951), deutscher Politiker (SPD) und Unternehmer

### C
- Carl Wilhelm Drescher (1850–1925), österreichischer Kapellmeister und Komponist
- Christian Drescher (* 1958), deutscher Radrennfahrer
- Christoph Drescher (* 1977), deutscher Kulturmanager und Intendant

### D
- Daniel Drescher (* 1989), österreichischer Fußballspieler
- Daniela Drescher (* 1966), deutsche Illustratorin und autorin
- Dick Drescher (* 1946), US-amerikanischer Diskuswerfer
- Dirk Drescher (* 1968), deutscher Fußballtorhüter
- Doris Drescher (* 1963), deutsche Beamtin und Juristin

### E
- Eberhard Drescher (Ornithologe) (1872–1938), deutscher Ornithologe
- Eberhard Drescher (Meeresbiologe) (1944–1983), deutscher Meeresbiologe
- Erich Drescher (Jurist) (1884–1975), deutscher Jurist und Generalstaatsanwalt
- Erich Drescher (Politiker) (1894–1956), deutscher Politiker (NSDAP), Bürgermeister von Leer
- Ernst Drescher (1926–2014), deutscher Ordensgeistlicher

### F
- Fabian Drescher (* 1982), deutscher Fußballfunktionär
- Fran Drescher (* 1957), US-amerikanische Schauspielerin und Produzentin
- Franz Drescher (1871–1934), deutscher Industrieller
- Friedrich Karl Drescher-Kaden (1894–1988), deutscher Mineraloge
- Fritz Drescher (1904–1982), deutscher Politiker (SPD/SED)

### G
- Georg Drescher (1870–1938), deutscher Sportler
- Günter Drescher (1928–2006), deutscher Schauspieler, Synchron- und Hörspielsprecher
- Gustav Drescher (vor 1854–1890), deutscher Verwaltungsbeamter

### H
- Hans Drescher (1923–2019), deutscher Archäologe und Metallurge
- Hans-Jürgen Drescher (* 1954), deutscher Dramaturg und Kulturmanager
- Heinrich Georg Drescher (1847–1925), deutscher Zeichner und Maler
- Heinz Drescher (1921–2000), deutscher Radsportler
- Hendrik Drescher (* 2000), deutscher Basketballspieler
- Herbert Drescher (1910–2002), deutscher Wirtschaftswissenschaftler
- Horst Drescher (Schriftsteller) (1929–2019), deutscher Schriftsteller
- Horst W. Drescher (1932–2013), deutscher Anglist und Hochschullehrer

### I
- Ingo Drescher (* 1956), deutscher Jurist, Honorarprofessor, Vorsitzender Richter am Bundesgerichtshof
- Isabel Drescher (* 1994), deutsche Eiskunstläuferin

### J
- Jakob Drescher (* 1939), deutscher Fußballspieler
- Johann August Drescher (1896–1952), deutscher Schauspieler
- Julius Drescher (1920–2015), deutscher Politiker (SPD)
- Jürgen Drescher (* 1955), deutscher Bildhauer
- Justin Drescher (* 1988), US-amerikanischer American-Football-Spieler

### K
- Karl Drescher (Germanist) (1864–1928), deutscher Germanist
- Karl Drescher (Schauspieler) (* 1988), deutscher Schauspieler
- Karl Heinrich Drescher (Verwaltungsjurist) (1783–??), deutscher Verwaltungsbeamter
- Karl Heinrich Drescher (Politiker) (1867–1938), deutscher Politiker (SPD), MdL Sachsen
- Karl-Heinz Drescher (1936–2011), deutscher Grafiker
- Klemens-Karl Drescher (* 1945), deutscher General
- Kurt Drescher (1930–2023), deutscher Physiker

### L
- Ludvig Drescher (1881–1917), dänischer Fußballtorwart

### M
- Malte Drescher (* 1975), deutscher Physiker, Chemiker und Hochschullehrer
- Manfred Drescher (1931–2015), deutscher Sänger (Tenor)
- Mario Drescher (* 1987), österreichischer Biathlet
- Martin Drescher (Politiker, 1888) (1888–1958), österreichischer Politiker (ÖVP)
- Martin Drescher (Politiker, 1925) (1925–2000), deutscher Politiker (SPD), MdA Berlin
- Matthias Drescher (* 1971), deutscher Filmproduzent und Drehbuchautor

### N
- Norbert Drescher (* 1952), deutscher Tischtennisspieler

### O
- Olaf Drescher (* 1959), deutscher Eisenbahningenieur
- Ondrej Drescher (* 1977), deutscher Maler
- Otto Drescher (1880–nach 1925 in den USA), österreichischer Harfenist und Kapellmeister

### P
- Peter Drescher (Domkapellmeister) (1880–1937), deutscher Domkapellmeister
- Peter Drescher (Schiedsrichter) (1940–2018), deutscher Fußballschiedsrichter
- Peter Drescher (Schauspieler) (* 1945), deutscher Schauspieler
- Peter Drescher (Schriftsteller) (1946–2021), deutscher Schriftsteller
- Piet Drescher (* 1940), deutscher Schauspieler und Regisseur

### R
- Ralf Drescher (* 1956), deutscher Politiker (CDU)
- Reinhold Drescher (1874–1960), deutscher Gewerkschafter und Politiker (SPD)
- Renate Drescher (1932–2021), deutsche Dokumentarfilm-Regisseurin
- Rudolf Drescher (1869–1939), deutscher Sammler und James-Fenimore-Cooper-Experte

### S
- Seymour Drescher (* 1934), US-amerikanischer Historiker
- Stefanie Drescher (* 1987), deutsche Judoka der Special Olympics

### T
- Thomas Drescher (Kirchenmusiker) (* 1955), deutscher Kirchenmusiker
- Thomas Drescher (Pädagoge) (* 1968), deutscher Pädagoge und politischer Beamter
- Thomas Drescher (Fußballspieler) (* 1978), deutscher Fußballspieler

### U
- Ulrich Martin Drescher (* 1952), deutscher Moderator und Lobbyist

### W
- Wilhelm Friedrich von Drescher (1820–1897), württembergischer Oberamtmann
- Willy Drescher (1894–1968), deutscher Ministerialbeamter
- Wolfgang Drescher (Regisseur), deutscher Filmregisseur und Drehbuchautor
- Wolfgang Drescher (Schachspieler) (* 1954), deutscher Fernschachspieler